# Владимир Хирш
Владимир Хирш (на чешки: Vladimír Hirsch; роден на 3 юли 1954 г. в Бенешов, Чехия) е чешки композитор и инструменталист (клавирни инструменти).
Като автор на концепцията за така наречената „интегрирана“ музикална форма, съчетаваща съвременна класическа музика с тъмно-атмосферна и индустриална музика, композиционният му стил се характеризира с полимодална архитектура и алхимична работа със звук, постигната чрез използване на дигитални техники за разширяване на потенциала на изразните средства. Член на експерименталната пост-пънк група Der Marabu  от 1986 до 1996 г., Владимир Хирш е бил или все още е лидер на различни авангардни проекти като Aghiatrias, Skrol, Zygote, Subpop Squeeze и други.  Завършил Медицинския факултет на Карловия университет в Прага, също така практикува и медицина на по-кратки или по-дълги периоди от време. 

## Биография
Роден в Бенешов, Владимир Хирш е живял в Ледеч над Сазаву до 18-годишната си възраст, когато се премесва в Прага, където живее и работи. 1973 година започва с композиране на малки романтични и класически композиции за пиано и орган, но много скоро изоставя експериментите и се посвещава само на рок и джаз. Дългогодишен член на основаната в Прага пост-пънк група Der Marabu , след разпадането ѝ, основава ансамбъл Skrol (1995) и няколко други паралелни проекта като Aghiatrias, Zygote, Subpop Squeeze, Luminar Ax и др. 
Без да изостави своите проекти и ансамбли, през 1987 г. композиторът започва да работи паралелно върху самостоятелна продукция и около 2002 г. това се превръща в основната му програма. Подчертавайки използването на съвременни изразни средства чрез специфични композиционни техники, той обединява серийна, атонална, микротонална, полимодална и спектрална музика. Отчасти вдъхновен от традициите на славянската класическа музика от 20 век, Владимир Хирш продължава да изгражда хибридни работни модели на тонални принципи, композиция и инструментариум. Използвайки дигитални техники за класически оркестри, заедно с широк спектър от източници на звук, той търси да постигне алхимичната трансформация на звуците в хомогенен, неделим унисон. Този принцип, наричан сам по себе си „интегрирана музика“ , също така представлява метафизичната идея на творческата концепция, която се състои в сблъсъка и помирението на два на пръв поглед противоположни духовни свята в рамките на един и същ индивид.
Владимир Хирш редовно изнася концерти както в Чехия, така и в чужбина, включително турнета в САЩ, Германия, Великобритания и Италия. През 2010 г., италианското издателство Ars Benevola Mater издава осем дисков набор от ключови записи озаглавен „The Assent to Paradoxon“. Композиторът също така сътрудничи с чуждестранни изпълнители в различни проекти като Dawn Carlyle aka Dove Hermosa, Nadya Feir, Cecilia Bjärgö, Igor Vaganov, Alessandro Aru и Kenji Siratori.

## Творчество
Музиката на Владимир Хирш лъкатуши между експериментални проекти и композиции с много строг композиционен ред, но почти всички са с концептуален характер: 
 „Това е дело на неконформистки индивидуалист, изковавайки напълно оригинална естетическа форма, където обединяващият елемент е доста тъмна, емоционално напрегната, често апокалиптична атмосфера на композиции, характеризираща се с тяхната метафизичност, екзистенциална тревожност и духовност.“ (Стивън Елис) 
 Най-забележителните му творби включват „Симфония № 4“ с подзаглавието „Snímání z kříže“ (на български: „Стрелба от кръста“)  и нейната преработена, жива версия „Graue Passion“ (Šedé pašije);  концептуалните тъмни обкръжаващи албуми „Underlying Scapes“, „Exorcisms“, „Invocations“ и „Scripta Soli“ ; обширната ингрессивна композиция Contemplatio per nexus; постиндустриалната маса „Миса Армата“; композицията за пиано, ударни и комбинирани електроакустични техники „Ендоанатимия“; дигиталната симфония „Axonal Transit“; микротоналният тъмен заобикалящ албум „Epidemic Mind“; селекцията на композиции за орган и пиано „Избрани произведения за орган и пиано“ и Концерт за орган № 2 „Хора“.
Докато творчеството на композитора изглежда проникнато от много сложен и автентичен израз на вътрешния конфликт на ценности в индивида и неговата конфронтация с антропоцентричния модел на съвременното общество, композиторът не е съгласен, че това е първоначалната му идея в композициите. За вътрешните хора на индустриалната и пост-индустриалната сцена, Владимир Хирш създава много интензивна, изпълнена с внушителна и бурна атмосфера музика. 
Владимир Хирш е включен в „Антология на атмосферата на музиката“ от Оливие Бернар,  Пълното ръководство на околната среда на музиката  и в енциклопедичната публикация на композитори на съвременна световна музика. 
Работата на Хирш е представена от дейностите на неговите ансамбли и също така от богата колекция от самостоятелни произведения. Той е композитор на редица концептуални албуми, няколко симфонии, сюити, концертни и експериментални композиции, сценична музика и много по-малки композиции.

## Произведения

### Избрани композиции
- Synthetics – Themes, op. 17 (Синтетика – теми, оп. 17), албум с експериментални композиции на електронна музика, 1987 г.
- Symphony no. 1 in E, Op. 20 (Симфония №. 1 в E, Op. 20); симфония за два синтезатора, 1988 – 9
- The Ambits Of Material World (Амбициите на материалния свят); цикъл от композиции на органи, 1990 г.
- 7 Parts Of Desolation, op. 29 (7 части на опустошение, оп. 29); тематичен цикъл за пиано, 1986 – 1991
- Aion, op. 33 (Айон, оп. 33); композиция за звукозаписи на органи, водни арфи и полеви звуци, 1992 г.
- Simplicity Of Heresy, op. 37 (Простота на ерес, оп. 37); апартамент за интегриран музикален ансамбъл, 1996 г.
- Nenia, op. 40 (Нения, оп. 40); експериментален състав на органи, 1996 г.
- Musik für die Metamorphose, op. 45 (Музика за метаморфоза, оп.45); сценична музика за театрална транскрипция на кратка история Франце Кафки „Proměna“, 1997 г.
- Symphony no. 2 'Defensa', op. 47 (Симфония №. 2 „Дефенса“, оп. 47); симфония за синтезатори и цифрови технологии, 1997 г.
- Concert industriel pour orgue, op. 49 (Концертна индустриална изява, ор. 49); концерт за орган, ударни и интегриран ансамбъл, 1997 – 8, съществуващ в три варианта (49a, b, c)
- Casual Crime, op. 51 (Случайно престъпление, оп. 51); ново аранжирани композиции за джаз квартет, 1977 – 1998
- Symphony no. 3 'Brands Of Tyranny', op. 52 (Симфония №. 3 „Марки на тиранията“, оп. 52); симфония за интегриран оркестър, орган, ударни и женски вокали, 1998 – 9
- Sense Geometry, op. 54 (Геометрия на смисъла, оп. 54); експериментален електронен индустриален състав, 1998 г.
- Dances & Marches, op. 57 (Танци и маршове, оп. 57); комплект за орган, пиано и интегриран ансамбъл, 1998 г.
- Exorcisms, op. 61 (Екзорцизми, оп. 61); пакет за интегриран файл, 2000 г., ревизиран 2006 г.
- Trigonal Sonata, op. 62 (Триъгълна соната, оп. 62); соната за два пиано и цифрова техника, 2000 г.
- Missa armata, op. 64 (Миса армата, оп. 64); индустриална маса за интегрирания ансамбъл, 1999 – 2004 г., по-късно преработена и преименувана на „Криптосинаксис“
- Elegy, op. 65 (Елегия, оп. 65); експериментална композиция за пиано и „газ-орган“ (газов орган), 2000 г.
- Symphony no. 4 Snímání z kříže (Симфония №. 4, Слизане от кръста, оп. 67); симфония за интегриран оркестър, соло и хор по темата на интерпретацията на Достоевски на едноименната картина на Ханс Холбейн-младши от олтарния цикъл „Грауе страст“ („Шеде пашие“), 2001 г.
- De regionibus liminis, ор. 68 (Страните с праг, оп. 68); атмосферно-индустриален електронен албум, по-късно преработен и преименуван на Underlying Scapes, 2003
- Hermeneutic cycle", op. 70 (Херменевтичен цикъл ", op. 70), цикъл на композиции за пиано, ударни, интегриран ансамбъл и цифрови технологии, 2004; преработен като концептуален албум Endoanathymia, 2009 – 2010
- Лes scènes ardentes, op. 72 (Les scènes ardentes, оп. 72); концептуален албум, албум на композиции за интегрирана електроакустична технология, 2004 г.
- Nonterra, op. 73, концептуален албум, пакет за интегрирана технология, 2005 г.
- Torment Of Naissance, op. 79 (Мъка от раждането, оп. 79), композиция за интегрирана технология, концептуален албум, 2007
- Contemplatio per nexus, op. 77 (Съзерцание за връзка, оп. 77); композиция с две движения за интегриран музикален ансамбъл и солово пеене на тема, вдъхновена от творбата „Teologia spiritualis mystica“, занимаваща се с процеса на трансформация на човешкото съзнание по време на мистичното съзерцание, 2008 г.
- Tobruk, op. 82 (Тобрук), оп. 82, първоначално саундтрак, по-късно тематичен албум, 2008 г.
- Epidemic Mind, op. 81 (Епидемичен ум, оп. 81), експериментален електронен (електроакустичен) албум, 2008 г.
- Graue Passion, op. 67b (Сериозна страст, op. 67б), напълно преработена версия на 4-та симфония, 2009 г.
- Markéta, the daughter of Lazar, op. 85 (Markéta, dcera Lazarova) (Маркета, дъщеря на Лазар), оп. 85, сценична музика за театрална постановка, базирана на разказа „Маркета Лазарова“ на Владислав Ванчура, 2009 – 2010
- Lamiadae: Symmetric Variations, op. 88 (Lamiadae: Симетрични вариации), оп. 88, композиции за 2 пиано и интегрирана техника 2011
- Horae, op.90 (Horae), оп.90, композиция за два органа, интегриран ансамбъл, часовник машини, полеви записи и цифрови технологии, 2012 г.
- Craving Urania, op. 95)Жадуваща Урания, оп. 95, композиция за интегрирани техники, 2014 г.
- Do Not Let Us Perish (St.Wenceslaus), op. 96 (Не ни оставяйте да загинем / Свети Вацлав), оп. 96, композиция за интегрирани техники (вариации по темата на Хорал „Св. Вацлав“, 2015 г.
- Scripta Soli, op. 91 (Скрипта Соли, оп. 91), концептуален тъмен атмосферен албум в духа на т. Нар. „Интегрирана конкретна музика“, 2017

### Дискография
- Synthetics – Themes (Синтетика – теми), MC, DMR 1987, (преиздаден на CDr, CatchArrow Recordings 1999)
- Organ Pieces (Композиции за орган), MC, DMR 1991, (преиздаден на CDr, CatchArrow Recordings 2001)
- Cruci-Fiction (няма точен превод на български, но названието е игра на думи между cruci „разпънат на“ и fiction „измислица“), (Der Marabu), MC, D, M, R, 1994, (преиздаден на CDr, CatchArrow Recordings 2000)
- There's No Human Triumph (Няма човешки триумф), CDr, CatchArrow Recordings, 1996
- All Of Us Will Fall Away (Всички от нас ще отпаднат), (Der Marabu), CDr, CatchArrow Recordings, 1996
- Casual Crime (Небрежно престъпление), CDr, CatchArrow Recordings, 1998
- Martyria (Skrol), 10, Фондация Локи (Power & Steel), 1999
- Heretical Antiphony (Еретична антифония), (Skrol), CD, MDPropaganda, 1999
- Dreams Of Awakening (Мечти за пробуждане), CD, CatchArrow Recordings, 1999
- Geometrie nevědomí (Геометрия на несъзнаваното), (Zygote), CDr, CatchArrow Recordings, 2000
- Insomnia Dei (Безсъние на боговете), (Skrol), CD, RRRecords, 2001
- Epidaemia Vanitatis (Aghiatrias), CD, Интегрирани музикални записи, 2002
- Symphony no.2 & 3 (Симфония № 2 и 3), CDr, CatchArrow Recordings, 2003
- Regions Of Limen (Региони на Лимен), (Aghiatrias), Epidemie Records, 2004
- Fragments, thèmes et images scéniques (Фрагменти, теми и изображения на сцени), CDr, CatchArrow Recordings, 2005
- Dances & Marches For The Orphan Age (Танци и походи за сирачетата) (Skrol), CD, Dagaz Music, 2005
- Sense Geometry (Геометрия на смисъла), CD, Ars Benevola Mater, 2006
- Ethos (Произход), (Aghiatrias), Epidemie Records, 2006
- Torment Of Naissance (Мъчение от раждането), CDr, Интегрирани музикални записи, 2007
- Concert industriel pour orgue (Концертна индустриална музика), CD, Ars Benevola Mater, 2007
- Epidemic Mind (Епидемичен ум), CDr, Интегрирани музикални записи, 2008
- Symphony No.4 Descent From The Cross (Симфония No.4 Слизане от кръста), CD, Ars Benevola Mater, 2008
- Tobruk (Тобрук), CDr, CatchArrow Recordings, 2008
- Exorcisms (Екзорцизми), CD, Ars Benevola Mater, 2008
- Nonterra, CD, Ars Benevola Mater, 2008
- Les scènes ardentes (Огнените сцени), CD, Ars Benevola Mater, 2009
- Contemplatio per nexus (Съзерцанието на връзките), CD, Ars Benevola Mater, 2009
- New Laws, New Orders (Нови закони, нови редове) (Skrol), CD, Twilight Records, 2009
- Graue Passion (Сериозна страст), CD, Ars Benevola Mater, 2009
- Underlying Scapes (Подлежащи скали), CD, Ars Benevola Mater, 2009
- The Assent to Paradoxon (Съгласието към Парадоксон), 8 CD, Ars Benevola Mater, 2010 (колекция)
- Cryptosynaxis (Криптосинаксис), DVD, Интегрирани музикални записи, 2010
- Markéta, dcera Lazarova (Маркета, дъщеря на Лазар), CDr, Интегрирани музикални записи, 2010
- Endoanathymia (Ендоанатимия), CDr, Интегрирани музикални записи, 2011 г.
- Missa Armata. Invocationes. (Масови оръжия. Призиви.), CD, Ars Benevola Mater, 2012
- Epidemic Mind, Surrism-Phonoethics (Епидемичен разум, Суроризъм-Фонетика), дигитален, 2013 г.
- Selected Organ & Piano Works, Integrated Music Records / Surrism-Phonoethics (Избрани произведения за орган и пиано, интегрирани музикални записи / сурризъм-фоноетика); CDr, цифров, 2013 г.
- Axonal Transit (Аксонален транзит), (Symphony No.5), Интегрирани музикални записи; CD, 2014
- Horae (Хора), ( Органен концерт № 2), Суризъм-Фонетика; цифрова 2015
- Introscan (подкапка Squeeze), CatchArrow Recordings, digital, 2016
- Anacreontics (Анакреонтика) (Subpop Squeeze), E-Klageto (част от PsychKG), CD, 2017
- Scripta Soli (Скриптова сол), Old Captain, CD, 2017
- Ecstatic Arc (Екстатична дъга), на живо, Интегрирани музикални записи, дигитален, 2018 г.
- Eschaton (Есхатон) (Skrol), Old Captain, CD, 2019

## Друга дейност
Владимир Хирш също се занимава с компютърна графика и е автор на дизайна на всички свои солови албуми и на по-голяма част от албумите на останалите проекти. В тази връзка често си сътрудничи с чешкия фотограф на изкуството Ян Вавра, представител на т. нар. неопикториализъм, чиито творби се превръщат в модел за унифицирания дизайн на набора от албуми на Хирш „The Assent to Paradoxon“.
Автор е и на редица статии и есета не само за музиката и изкуството.
Той отдавна е ангажиран и с установяването на краткото географското име на Чехия (Česko) без „република“ (Česká republika).